# Parafia Świętej Trójcy w Wyszogrodzie
Parafia pw. Świętej Trójcy w Wyszogrodzie – parafia rzymskokatolicka należąca do dekanatu wyszogrodzkiego, diecezji płockiej, metropolii warszawskiej. Siedziba parafii i kościół mieści się przy ulicy Rębowskiej. Duszpasterstwo w niej prowadzą księża diecezjalni.

## Miejsca kultu

### Kościół parafialny
Kościół pw. Świętej Trójcy w Wyszogrodzie – murowany, w miejscu poprzedniego kościoła parafialnego (trzeciego) pw. św. Jakuba Apostoła. Po pożarze, wnet przystąpiono do wznoszenia kościoła na starych fundamentach i doprowadzono budowę do stanu surowego zamkniętego w roku 1786.

### Kościoły filialne i kaplice
Kaplica p.w. Podwyższenia Krzyża Świętego w Marcjance – wybudowana po 1982 r., w trakcie posługi proboszcza ks. Jerzego Drozdowskiego.
Kaplica przedpogrzebowa – wybudowana w 1997 r. dzięki staraniom ówczesnego proboszcza i dziekana wyszogrodzkiego, ks. kan. Czesława Zenona Glicnera.

### Dawniej posiadane lub użytkowane przez parafię świątynie
- Kaplica grodowa pw. św. Jakuba Apostoła – istniała w XI wieku[1].

- Kościół parafialny (pierwszy) pw. św. Jakuba Apostoła – przynajmniej z XIV w.[1] W 1320 r. przekazany bożogrobcom[1]. Stał w okolicy Góry Zamkowej, na zachód od niej[1].

- Kościół parafialny (drugi) pw. św. Jakuba Apostoła – drewniany, z połowy XIV w.[1] Konsekrowany dnia 7 listopada 1555 r. przez ks. bp. Andrzeja Noskowskiego[1]. Rozebrany w 1726 r. ze względu niebezpieczeństwo zawalenia wskutek osunięcia się gruntu, podmywanego przez Wisłę[1].
- Kaplica[1]/kościół[3] franciszkański pw. Wszystkich Świętych – murowane prezbiterium i drewniana nawa, w miejscu późniejszego kościoła pw. Matki Boskiej Anielskiej w Wyszogrodzie[1][3]. W 30 stycznia 1406 r. został przy niej ufundowany klasztor franciszkanów. Fundacja na prośbę księcia Janusza I, została zatwierdzona przez papieża Innocentego VII[1]. Zniszczona w pożarze w 1661 roku[1][3].
- Kaplica pw. św. Barbary – drewniana, z XVIII w.[1] Część materiałów pochodziła z rozebranego kościoła, na miejscu fary[1]. Zniszczona wskutek pożaru w 1803 r.[1] W jej miejscu wystawiono upamiętniającą figurę[1].
- Kościół parafialny (trzeci) pw. św. Jakuba Apostoła – murowany, w miejscu późniejszego kościoła pw. Świętej Trójcy w Wyszogrodzie[1]. W 1740 r. ukończono budowę prezbiterium[1]. Kościół był ukończony najpóźniej do 1754 r. (data protokołu wizyty parafialnej)[1]. Konsekrowany w latach 60. XVIII w. przez ks. bp Kazimierza Rokitnickiego[1]. Kościół zniszczony wraz z plebanią i kilkoma domostwami, wskutek pożaru dnia 25 maja 1773 r.[1].
- Kościół pw. św. Mikołaja w Rębowie – z XII w.; od 1320 r. pod opieką bożogrobców[1][4].
- Kościół pw. św. Jana Chrzciciela[5] w Rębowie – z XVI w.[4] Od 1910 kościół parafialny parafii pw. św. Jana Chrzciciela w Rębowie[4]. W latach 1914–1973 (do dnia 20 maja[6]) parafia ta była filią parafii pw. Świętej Trójcy w Wyszogrodzie[4].

### Cmentarze
- Cmentarz przykościelny (dawny) – przy dawnym kościele parafialnym nad Wisłą, użytkowany do 1798 r.[1]
- Cmentarz (nowy) – założony przed 1817 r., w owym roku o wymiarach 100×100 łokci, z dwóch stron okopany i obwiedziony żerdziami[1]. Później powierzchnia została powiększona[1]. Ogrodzony został w trakcie posługi proboszcza ks. kan. Władysława  Stradzy (tj. między 1977 a 1982)[1].

## Zasięg parafii
W granicach parafii znajdują się miejscowości:
- miasto Wyszogród
- Ciućkowo (część),
- Drwały,
- Marcjanka (część),
- Pozarzyn,
- Wilczkowo.